# Castell de Llorenç
|  | Per a altres significats sobre el castell a la Noguera, vegeu «Castell de Llorenç de Montgai». |

El castell de Llorenç és un edifici de Llorenç del Penedès (Baix Penedès) declarat bé cultural d'interès nacional.

## Descripció
Fou restaurat i gairebé del tot renovat el 1792, el 1848 i recentment. Ara és un edifici fantasiós, que conserva una antiga torre rodona adossada.
El castell presenta un baluard amb porta d'arc de mig punt dovellat, damunt del qual hi ha la data 1848 i una pedra que té relleus amb castells de tres torres dins d'uns arcs gòtics. Tant al costat dret com a l'esquerra del baluard hi ha unes torres cilíndriques. A l'interior hi ha un gran pati de forma quadrada.
Les dues ales de l'edifici presenten una sèrie de portalades que són rematades per una barana de pedra que descriu motius gòtics, exceptuant la de l'esquerra que té, a més, un porxo d'arcs en forma de flama. Els cos central de l'edifici presenta dues portalades d'arc de mig punt. Damunt, i tapant parcialment les dovelles dels arcs hi ha: a la dreta un balcó de ferro forjat amb una porta balconera i trencaaigües, i a l'esquerra un balcó amb dues portes balconeres. A l'interior es poden observar una sèrie d'arcs de mig punt de caràcter molt antic. També hi ha al pati del darrere una gran torre cilíndrica emmerletada.

## Història
Era un castell termenat documentat el 1352.
El lloc de Llorenç era situat dins el terme de Castellví de la Marca. Hi ha qui afirma que pels anys 1027-1037 Mir Llop Sanç que tenia el Castell de Banyeres, es titulava senyor del castell i de les terres de Llorenç. Al segle xii hi ha certes persones que es diuen Llorenç (Ramón de Llorenç), però el castell no tindrà notícies documentals concretes fins al segle xiv.
El 1371 el rei Pere el Cerimoniós va vendre la jurisdicció dels castells de Llorenç i Lleger a Bernat Tous. Els Tous van tenir el castell fins que Beatriu de Tous fou la darrera possessora per manca de successió masculina directa. Després el castell passà a mans de la vídua de Llàtzer Desbosc i de Vilagaia fins a l'any 1671 en el qual moria Frederic Desbosc i de Sant Vicenç.
Al segle xviii fou propietat dels Foixà i després dels barons de Maldà. Posteriorment fou restaurat i encara que té la data de 1848, hom pensa que la restauració és posterior.